# إيف ماير
إيف ماير  (بالفرنسية: Yves Meyer)‏ ولد في 19 يوليو 1939، هو رياضياتي فرنسي، حصل على جائزة أبيل في 2017.

## السيرة الذاتية
ولد إيف ماير لعائلة يهودية سفاردية، وبدأ دراسته في معهد كارنو بتونس (تونس)، وحاز على المناظرة العامة للغة اليونانية والرياضيات. انتقل بعدها للدراسة في مدرسة الأساتذة العليا في باريس، وتحصل على الأستاذية في الرياضيات.

في 15 نوفمبر 1993، انتخب عضوا في الأكاديمية الفرنسية للعلوم. عُيِّن عضوا كبيرا في المعهد الجامعي بفرنسا سنة 1991 وذلك لمدة 5 سنوات. عمل أستاذا في مركز الرياضيات التابع للمدرسة المتعددة التكنولوجية بين 1980 و 1986، ثم في مركز البحث في رياضيات القرار (CEREMADE) التابع لجامعة باريس دوفين بين 1985 و 1995، وكذلك أستاذ فخري في مدرسة الأساتذة العليا باريس ساكلي.

من وجهة نظر الأبحاث، هو مختص في نظرية المويجات، التي طورها خاصة رفقة جان مورليه وأليكس غروسمان وإنغريد دوبيشي وستيفان مالا وبيار جيل لومارييه ريوسيه.

## الجوائز
- 1970: جائزة سالم.
- 2010: جائزة كارل فريدريش جاوس أثناء المؤتمر الدولي للرياضيات في حيدر آباد.
- 2017: جائزة أبيل لمساهماته الحاسمة في نظرية المويجات.

## المؤلفات
- 1970: Nombres de Pisot, Nombres de Salem et Analyse Harmonique, دار نشر سبرنجر فرلاغ, 1970.
- 1972: Algebraic numbers and harmonic analysis, دار نشر North-Holland.
- 1990: Ondelettes et Opérateurs, منشورات هيرمان.
- 1992: Wavelets and Operators, مطبعة جامعة كامبريدج.
- 1998: Wavelets, vibrations and scalings, مجتمع الرياضيات الأمريكي.

يمكن الإطلاع على قائمة أعماله الكاملة[وصلة مكسورة] على موقع مكتبة جامعة أكس مارسيليا.

## مقالات ذات صلة
- مويجات